# Yirtaoré
Yirtaoré est une localité située dans le département de Gourcy de la province du Zondoma dans la région Nord au Burkina Faso.

## Géographie
Yirtaoré est localisé à 1 km à l'ouest de Lago auquel il est rattaché. Le village se trouve à environ 25 km au nord-ouest de Gourcy, le chef-lieu départemental, et à 11 km à l'est de Zogoré et de la route nationale 10.

## Histoire
Historiquement Yirtaoré est un village rattaché à celui de Lago.

## Santé et éducation
Le centre de soins le plus proche de Yirtaoré est le centre de santé et de promotion sociale (CSPS) de Lago tandis que le centre médical (CM) de la province se trouve à Gourcy. En 2020 a débuté la construction du futur CSPS du village.
Pouima possède une école primaire publique et un centre d'alphabétisation.